# Східницька селищна територіальна громада
Східницька селищна громада — територіальна громада в Україні, в Дрогобицькому районі Львівської області. Адміністративний центр — с-ще Східниця.
Площа громади — 420 км², населення — 16 489 мешканців (2020).

## Населені пункти
У складі громади 2 селища (Підбуж і Східниця) та 20 сіл:
- Бистриця-Гірська
- Головське
- Гута
- Довге
- Жданівка
- Залокоть
- Зубриця
- Коритище
- Кринтята
- Ластівка
- Майдан
- Новий Кропивник
- Опака
- Перепростиня
- Підсухе
- Рибник
- Свидник
- Смільна
- Старий Кропивник
- Сторона

Всі населені пункти об'єднані у 4 старостинські округи на чолі зі старостами:
- Підбузький (Підбуж, Сторона)
- Опаківський (Опака, Залокоть, Смільна, Жданівка)
- Рибницький (Рибник, Довге, Майдан, Кринтята, Головське, Зубриця)
- Старокропивницький (Старий Кропивник, Новий Кропивник, Бистриця-Гірська, Гута, Перепростиня, Підсухе, Коритище, Ластівка, Свидник)

та Східниця як центр громади.